# Saltangará
Saltangará (dansk Saltangerå) er en færøsk bygd i Runavíkar kommuna på det sydlige Eysturoy. Den ligger mellem Glyvrar og Runavík og er en af de færøske bygder, der tilsammen danner den ca. 10 km lang bebyggelse fra Toftir til Glyvrar. Navnet Saltangará har rødder i norrønt: salt, angar (fjord, bugt) og å. 
Saltangará er en bygd med nyere typehuse, mange butikker og virksomheder, samt en moderne havn. I Saltangará ligger blandt andet Runavíkar kommunas hovedsæde, filialer af BankNordik og alkoholmonopolet Rúsdrekkasøla Landsins samt håndarbejderforeningens butik Eysturoyar Heimavirki. 

## Historie
I udflytterbygden Saltangará er den første beboelse registreret i 1846. Den blev tidligere også kaldt Heiðarnar (Hederne). Her havde embedsmændene i Tórshavn deres tørveheder, hvorfra tørv til brændsel blev fragtet med robåde til Tórshavn. Det fortælles, at kongsbøndern i Glyvrar længe var imod, at nogen bosatte sig på stedet.

## Kultur
Nede ved fjorden ligger den gamle butik "Gamli Handil", der i dag benyttes til kunstudstillinger og andre kulturelle foranstaltninger. I nærheden står der et gammelt bådehus, færøsk: neyst. Ved havnekajen ligger den gamle slup Høganes, som i dag bruges til koncerter og lignende. Høganes blev bygget i England 1885 som "James Spurgeon" og kom til Færøerne i 1917. Sluppen blev ombygget i 1948 og fik navnet "Høganes". 1984 var der planer om at ophugge skibet, men foreningen Høganes købte skibet, og restaurerede det for at bevare en del af Færøernes søfartshistorie.
Hvert år afvikles der arrangementer, såsom bymesse, juleudsalg, laksemarked, åben om natten, kulturuge, østlig festival og så videre.

## Kendte personer
- Tórbjørn Jacobsen, f. 1995, politiker
- Djóni Nolsøe Joensen, f. 1972, politikari